# タイワンガザミ
タイワンガザミ（学名: Portunus pelagicus）は、エビ目カニ下目ワタリガニ科に分類されるカニの一種。

## 名称
日本語の漢字表記は「台湾蝤蛑」であり、台湾語では青い甲羅から「藍花蟹」と名を付けた。
近縁のガザミと同様に、「ワタリガニ」という別名でもよく知られている。

## 特徴
甲幅が最大で15センチメートル程度になる大型のカニ。甲羅の形状は横長の六角形に近い形状、前縁には歯状の突起が並び、横縁は大きく尖っている。
甲縁の突起（歯）はそれぞれ鋸歯状で、甲前縁は4本、側縁は左右9本。
雄は、暗緑色の甲に鮮やかな白い不規則な模様が目立つ。雌はガザミとよく似ており、甲羅の背面は暗緑色であるが顆粒状の模様がより細かく、甲全体に広がる傾向がある。
鉗脚（かんきゃく/はさみあし）は強く、アサリ等の殻を割って餌とすることができる。第2から第4脚は歩脚、第5脚はひれ状の遊泳脚となっており、これをオールのように動かして水中を自由に移動することができる。
朝鮮半島以南の西太平洋、インド洋に多く、各地の内湾の水深15メートルから50メートルの砂泥底を好んで広く分布する。近年はインド洋西部からスエズ運河を越えて地中海に侵入し、繁殖している。
日本では房総半島以南で普通に見られ、各地で食用とされる。

## 生態
食性は肉食の傾向が強く、甲殻類や貝類をその強い鉗脚で捕食する。幼生から共食いの傾向があることが種苗養殖における課題である。
天敵はタコや魚類。

### 近縁種（ガザミ）との見分け方

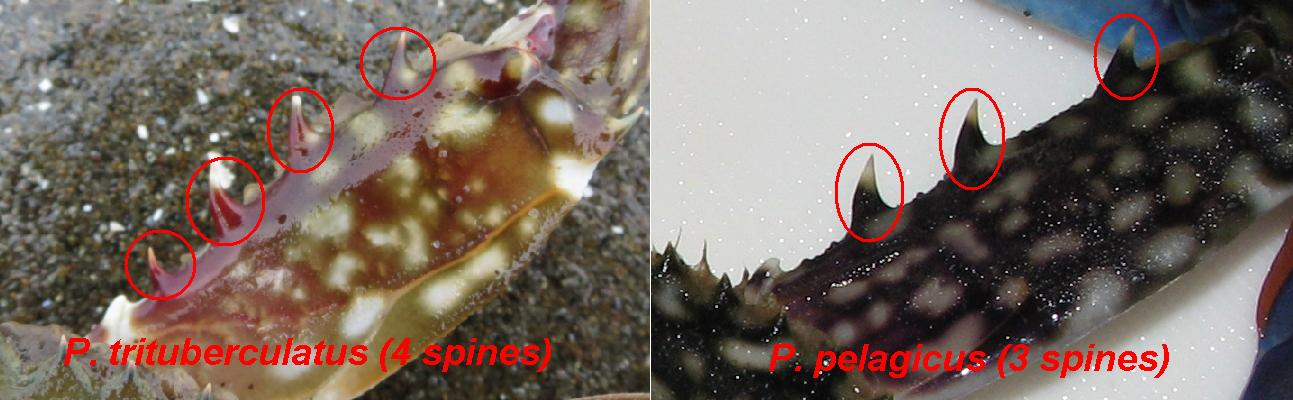

本種の雄個体には甲・脚に青い模様があり、特徴的で判別はたやすい。しかし雌個体はガザミとよく似ているため、以下のような点で判別を行う。
- 甲前縁に4本の歯があり、外側の2本に比べて内側の2本は小さい（ガザミは3本で中央が大きい）。
- 鉗脚の長節（人間で言うところの上腕、胴体についている側）前縁の突起は3本（ガザミは4本）。

## 生活環
生息地により多少の長短はあるが、春から秋にかけて産卵が行われ、孵化したゾエア幼生は浮遊生活を送る。幼生は10日程度でメガロパ幼生、15日程度で稚ガニに変態し、晩秋に性成熟する。交尾を行った個体は、冬季には深場に移動して越冬する。雌個体は精子を体内に蓄えたまま越冬し、翌年に産卵を行う。

## 食材
ガザミ属の他種と同様、年間を通して食用にされる。夏季には身が多い雄個体が、冬季には内子（卵巣）が詰まる雌個体が特に良いが、夏から秋の脱皮直後の個体は身が少なく、「月夜の蟹」（は身入りが悪い）という慣用表現は、この時期の名月の頃の脱皮個体を指したものであろう。
蒸し蟹、茹で蟹、炒め物等で良い。

## 別名
アオデ（青手）、オイラン（花魁）、踊り蟹（オドリガニ）、菱蟹等。